# Маттео Фальконе
«Маттео Фальконе» (фр. Mateo Falcone) — новелла французского писателя Проспера Мериме, впервые опубликованная в 1829 году.

## Сюжет
Действие новеллы происходит на Корсике. Мальчик по имени Фортунато Фальконе помогает спрятаться от погони разбойнику Джанетто Санпьеро. Однако позже, когда появляются солдаты, Фортунато выдаёт им беглеца за серебряные часы. Его отец Маттео Фальконе, узнав об этом, убивает сына.

## Оценки
В новелле Мериме показывает сильные характеры, подобных которым он не видит в современной ему Франции. При этом автор всё же относится к корсиканской культуре свысока, как к нуждающейся в усовершенствовании.
«Маттео Фальконе» принадлежит к числу лучших и наиболее известных новелл Мериме.